# Форум країн-експортерів газу

члени
спостерігачі

Форум країн — експортерів газу (ФКЕГ) — міжнародна організація провідних виробників і експортерів природного газу, офіційно утворена 23 грудня 2008 року на нараді в Москві, коли статут організації був закріплений підписами міністрів енергетики 12 держав.
Місцем штаб-квартири Форуму обрана Доха (Катар), Генеральним секретарем Форуму країн - експортерів газу обраний кандидат від Росії Леонід Бохановський. Планується також створити виконавчу раду з управління справами ФСЕГ і секретаріат для технічного і організаційного забезпечення роботи форуму.

## Цілі і структура
Цілі форуму:
- розвиток взаєморозуміння, схвалення діалогу між виробниками, споживачами, урядами і галузями промисловості, пов'язаними з енергетикою;
- створення бази для досліджень і обміну досвідом;
- створення стійкого і прозорого ринку енергії.

Форум не мав ніякого статуту до сьомої зустрічі міністрів, яка пройшла 23 грудня 2008 року в Москві.
Постійними членами форуму вважаються Алжир, Болівія, Бруней, Венесуела, Єгипет, Індонезія, Іран, Катар, Лівія, Малайзія, Нігерія, ОАЕ, Оман, Росія, Тринідад і Тобаго і Екваторіальна Гвінея. У деяких зустрічах міністрів також брали участь представники Туркменістану. Норвегія вважається спостерігачами. У 2008 році Казахстан виявив бажання стати спостерігачем ФКЕГ.

## Історія
Форум країн-експортерів газу (ФКЕГ) неформально був створений в травні 2001 на зустрічі в Тегерані міністрів енергетики Алжиру, Брунею, Індонезії, Ірану, Малайзії, Нігерії, Катару, Оману, Росії та Туркменістану. Пізніше до форуму приєдналися інші країни.
ФКЕГ став майданчиком для обміну думками і інформацією між міністрами енергетики (нафти та газу) країн-учасниць та керівниками національних газових компаній. Всього в роботі форумі беруть участь 16 країн: Алжир, Болівія, Бруней, Венесуела, Єгипет, Індонезія, Іран, Катар, Лівія, Малайзія, Нігерія, Норвегія (у статусі спостерігача), Об'єднані Арабські Емірати, Росія, Тринідад та Тобаго, Екваторіальна Гвінея (у статусі спостерігача).
21 жовтня 2008 р. Іран, Катар та Росія, які разом контролюють до 60% світового виробництва газу, ухвалили рішення про створення "великої газової трійки". Спостерігачі дали їй назву "Газової ОПЕК". Серед споживачів зустрічі країн-виробників газу викликали асоціації про створення газової організації, подібної ОПЕК. США та Євросоюз вважають, що створення "газової ОПЕК" поставить під загрозу енергетичну безпеку всього світу і дозволить маніпулювати цінами. В той же час представники Газпрому неодноразово заявляли, що ані "велика газова трійка" (Іран, Катар, Росія), ані Форум країн-експортерів газу не будуть газовій ОПЕК, а стануть майданчиками для обміну інформацією, координації дій і розвитку діалогу між виробниками.
У числі переваг нового консорціуму називають можливість проведення узгодженої цінової політики виробниками "блакитного палива". На час утворення країни-учасниці форуму володіють 73 % доведених ресурсів і 33 % трубопроводів та експорту зрідженого природного газу.
Влітку 2009 року тимчасовим виконувачем обов'язків генерального секретаря ФСЕГ був вибраний міністр промисловості і енергетики Катару Абдулла бін Хамад аль-Аттія. В листопаді 2009 на міністерській зустрічі Форуму країн експортерів газу (ФСЕГ) в Досі (Катар) Генеральним секретарем Форуму країн - експортерів газу обраний кандидат від Росії — віце-президент компанії "Стройтрансгаз" Леонід Бохановський.

## Виноски
1. ↑  У Москві створений "Форум країн-експортерів газу"[недоступне посилання з липня 2019]
2. ↑  Устав Форума стран-экспортеров газа утвержден во вторник в Москве. РИА Новости. 23 декабря 2008. Архів оригіналу за 25 лютого 2012. Процитовано 23 грудня 2008.
3. ↑  Экваториальная Гвинея вступает в Форум стран-экспортеров газа. РИА Новости. 23 декабря 2008. Архів оригіналу за 27 червня 2013. Процитовано 23 грудня 2008.
4. ↑  Дешевих енергоресурсів більше не буде, впевнений Путін. Архів оригіналу за 25 грудня 2008. Процитовано 24 грудня 2008.
5. ↑  Генеральным секретарем ФСЭГ стал российский представитель. Архів оригіналу за 13 грудня 2009. Процитовано 9 грудня 2009. [Архівовано 2009-12-13 у Wayback Machine.]